# Rote Mühle (Freital)

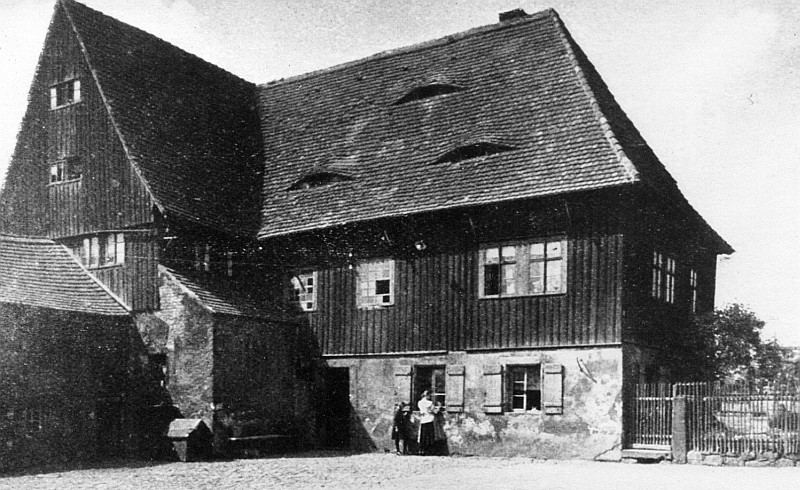
Hinteransicht der Roten Mühle (1927)

Die Rote Mühle war eine bis 1937 im Freitaler Stadtteil Döhlen bestehende Mühlenanlage aus dem 16. Jahrhundert.

## Lage
Die Rote Mühle befand sich an der Kreuzung zwischen der heutigen Dresdner Straße und dem Platz des Friedens im Teilort Neudöhlen. Sie war zuletzt von einer Grünfläche umgeben, die sich von der Dresdner Straße bis an das Ufer der Weißeritz und noch weiter Richtung Deuben erstreckte. Auf dieser Fläche, auch „Platz der Jugend“ genannt, existierte die chemische Fabrik von Gottfried Reichard, dem Ehegatten der Ballonfahrerin Wilhelmine Reichard.
Rote Mühle und chemische Fabrik wurden von einem Mühlgraben mit Wasser der Weißeritz versorgt. Dieser zweigte etwas südlich des Standortes der heutigen Fußgängerbrücke zum Bodelschwingh-Altenpflegeheim ab und durchzog die gesamte Grünanlage. An der Winkelmühle (heute Reichardstraße) hatte der Graben seinen Auslauf zurück in den Fluss.

## Geschichte
Die Rote Mühle wurde erstmals 1596 in Döhlener Kirchenbüchern erwähnt. Vermutlich war sie das letzte Bauwerk, das vom wüsten Ort Weitzschen übrig geblieben war. Als Müller fand 1626 Erasmus Lorentz Erwähnung, 1644 war die Rote Mühle im Besitz von Jeremias Knörr. Zu dieser Zeit war der Müller sowohl an das Amt Dippoldiswalde als auch an die Gemeinde Döhlen zahlungspflichtig. Knörr beschwerte sich über diese zu große finanzielle Last. Auf der anderen Seite der heutigen Dresdner Straße eröffnete 1763 die „Rot(h)e Schänke“.
Im Jahr 1773 erwarb der Inhaber der Rittergüter Döhlen und Zauckerode, Alexander Christoph von Schönberg (1729–1801), die Rote Mühle. Aus dieser Zeit stammte die prächtige Gestaltung einiger Räume im Obergeschoss, die mit Holz getäfelt und mit Ornamenten verziert waren. Diese Räume dienten den Herrschaften zu Döhlen als Gästezimmer. Schönberg ließ auch ein neues Mahlwerk einbauen, das noch 1937 beim Abriss der Mühle erhalten war.
Im 19. und beginnenden 20. Jahrhundert entwickelte sich die Umgebung immer mehr zu industriellem und städtischem Gebiet. So war bereits Anfang des 19. Jahrhunderts die Glasfabrik Döhlen gegründet worden, deren Industriebauten die komplette der Roten Mühle gegenüberliegende Straßenseite ausfüllten. Im Jahr 1912 wurde die Rote Schänke abgerissen und der repräsentative „Döhlener Hof“, das heutige Stadtkulturhaus, errichtet. Einzig die Rote Mühle blieb mit den umgebenden Wiesenflächen bis hin zum Weißeritzufer erhalten. Diese Fläche wurde nach 1900 kurzzeitig von Schrebergärtnern genutzt, der Potschappler Schützenverein erwog die Nutzung als Schießplatz. Die Stadt setzte 1937 aber die schon seit 1900 verfolgten Pläne für eine Wohnbebauung des Areals um. Im Herbst 1937 begann der Abriss der Mühle, der Mühlgraben wurde verfüllt. Ende 1938 war bereits der Neubau von 117 Wohnungen abgeschlossen. Die in diesen Jahren entstandenen Häuser stehen noch heute.